# A. J. Benza
Alfred Joseph Benza (* 2. června 1962, Brooklyn, New York) je americký, herec, moderátor a novinář.
Krátce po jeho narození se celá rodina přestěhovala na Long Island. Benza je podruhé ženatý a má dceru jménem Roxy. Má také dvě sestry.

## Kariéra
A. J. studoval žurnalistiku na C. W. Post College v New Yorku. Během studií začal psát pro noviny Newsday fejetony a krátce na to již byl zaměstnán na plný úvazek jako fejetonista také v listu New York Daily News. Počátkem 90. let účinkoval v televizní show s názvem „The Gossip Show“. Poté se ještě několikrát dostal do televizních talk show. Později byl vyhozen z listu New York Daily News a začal pracovat jako moderátor v pořadu kabelové televize E! nazvaném „Mysteries and Scandals“. V roce 2001 vytvořil noční talk show s názvem „ A.J. After Hours“. Ta však nebyla příliš úspěšná a brzy ve vysílání skončila. V roce 2006 hostoval v reality show společnosti Ion Television „Cold Turkey II“ a moderoval také pořad „ High Stakes Poker“. Zahrál si též postavu L. C. Luca ve filmu Rocky Balboa z roku 2006.